# Gilman (condado de Pierce, Wisconsin)
Gilman es un pueblo ubicado en el condado de Pierce en el estado estadounidense de Wisconsin. En el Censo de 2010 tenía una población de 959 habitantes y una densidad poblacional de 10,93 personas por km².

## Geografía
Gilman se encuentra ubicado en las coordenadas 44°48′34″N 92°18′28″O / 44.80944, -92.30778. Según la Oficina del Censo de los Estados Unidos, Gilman tiene una superficie total de 87.73 km², de la cual 87.55 km² corresponden a tierra firme y (0.21%) 0.18 km² es agua.

## Demografía
Según el censo de 2010, había 959 personas residiendo en Gilman. La densidad de población era de 10,93 hab./km². De los 959 habitantes, Gilman estaba compuesto por el 97.81% blancos, el 0% eran afroamericanos, el 0.21% eran amerindios, el 0.63% eran asiáticos, el 0% eran isleños del Pacífico, el 0.21% eran de otras razas y el 1.15% pertenecían a dos o más razas. Del total de la población el 0.94% eran hispanos o latinos de cualquier raza.